# 常州戰鬥
常州戰鬥發生於1927年3月7日－3月20日，地點則是在中國蘇南一帶，是國民革命軍北伐戰爭的戰鬥之一。常州戰鬥的交戰雙方，一方為國民革命軍，另一方為北洋政府所轄軍隊。

## 參看
- 中華民國北洋政府時期內戰戰鬥列表